# Лебедев-Карманов, Андрей Иванович
Андрей Иванович Ле́бедев-Карма́нов (1912 — 1993) — советский учёный в области техники мощных радиопередающих устройств, ТВ- и УКВ, ЧМ-вещания. 

## Биография
В 1932—1935 годах сначала техник, затем инженер отраслевой радиолаборатории передающих устройств (ОРПУ) при заводе имени Коминтерна. В 1936 году окончил с отличием радиотехническое отделение ЛЭТИ.
С 1936 года инженер, начальник лаборатории, начальник лаборатории ЦКБ Ленинградского завода МПСС п/я 822.
По совместительству вел преподавательскую работу в ЛЭИС: ассистент (1936—1938, 1940—1941), и. о. доцента (1938—1940), доцент (1944—1951).
В предвоенные и военные годы был одним из главных участников разработки радиовещательных станций в диапазоне средних и длинных волн, и в том числе сверхмощной станции на 1200 кВт. Один из разработчиков УКВ ТВ-передатчика ОЛТЦ.
Участвовал в разработке ТВ-стандарта 625 строк, в создании мощных радиопередатчиков для ТВ и УКВ ЧМ-вещания, среди которых первый в мире ТВ-передатчик на стандарт 625 строк и уникальный комплекс радиопередающего оборудования ОРПС.
Кандидат технических наук (1945), доктор технических наук (1960).
Доцент (1951—1960), с 1960 года профессор, в 1953—1954 годах заведующий кафедрой спецрадиотехники (кафедра № 11) ЛИТМО.
Автор монографий и учебных пособий.

## Награды и премии
- Сталинская премия первой степени (1950) — за создание новой высококачественной телевизионной передающей системы высокой чёткости
- заслуженный деятель науки и техники РСФСР